# Kim Hyok-bong
Kim Hyok-bong (koreanisch 김혁봉; * 28. Oktober 1985 in Pjöngjang) ist ein nordkoreanischer Tischtennisspieler.  Bei der Weltmeisterschaft 2013 in Paris gewann er zusammen mit Kim Jong als Mixed-Paar den Titel für Nordkorea.

## Karriere
Kim nahm an den Olympischen Sommerspielen 2008 in Peking und auch vier Jahre später an den Olympischen Spielen in London teil, konnte aber keine Medaille gewinnen. 

## Turnierergebnisse
| Verband | Veranstaltung           | Jahr | Ort         | Land | Einzel     | Doppel        | Mixed         | Team |
| ------- | ----------------------- | ---- | ----------- | ---- | ---------- | ------------- | ------------- | ---- |
| PRK     | Asienmeisterschaft ATTU | 2007 | Yangzhou    | CHN  |            |               | Halbfinale    |      |
| PRK     | Asian Cup               | 2013 | Hong Kong   | HKG  | 6. Platz   |               |               |      |
| PRK     | Asienspiele             | 2010 | Guangzhou   | CHN  | letzte 16  |               |               |      |
| PRK     | Olympische Spiele       | 2012 | London      | ENG  | letzte 16  |               |               | 9    |
| PRK     | Olympische Spiele       | 2008 | Peking      | CHN  | letzte 32  |               |               |      |
| PRK     | Pro Tour                | 2013 | Suzhou      | CHN  | letzte 32  |               |               |      |
| PRK     | Pro Tour                | 2011 | Doha        | QAT  |            | Viertelfinale |               |      |
| PRK     | Pro Tour                | 2010 | Suzhou      | CHN  | letzte 64  | letzte 16     |               |      |
| PRK     | Pro Tour                | 2010 | Kuwait City | KUW  | letzte 64  |               |               |      |
| PRK     | Pro Tour                | 2009 | Su Zhou     | CHN  | letzte 64  | Viertelfinale |               |      |
| PRK     | Pro Tour                | 2008 | Changchun   | CHN  |            |               |               | 5    |
| PRK     | Pro Tour                | 2005 | Shenzhen    | CHN  | letzte 64  |               |               |      |
| PRK     | Pro Tour                | 2005 | Harbin      | CHN  | letzte 16  | letzte 16     |               |      |
| PRK     | Pro Tour                | 2005 | Doha        | QAT  | letzte 32  | letzte 16     |               |      |
| PRK     | Weltmeisterschaft       | 2013 | Paris       | FRA  | letzte 128 | letzte 32     | Gold          |      |
| PRK     | Weltmeisterschaft       | 2012 | Dortmund    | GER  |            |               |               | 13   |
| PRK     | Weltmeisterschaft       | 2011 | Rotterdam   | NED  | letzte 128 | letzte 64     | Viertelfinale |      |
| PRK     | Weltmeisterschaft       | 2010 | Moskau      | RUS  |            |               |               | 13   |
| PRK     | Weltmeisterschaft       | 2008 | Guangzhou   | CHN  |            |               |               | 25   |
| PRK     | Weltmeisterschaft       | 2007 | Zagreb      | HRV  | letzte 128 | letzte 64     | letzte 16     |      |
| PRK     | Weltmeisterschaft       | 2006 | Bremen      | GER  |            |               |               | 27   |
| PRK     | Weltmeisterschaft       | 2005 | Shanghai    | CHN  | Qual       | letzte 64     | letzte 128    |      |